# Chevalmeire
L'equip de ciclisme femení Chevalmeire és un equip de ciclisme femení belga creat el 2019 i té categoria UCI Women's Continental Team.

## Classificacions UCI
Aquesta taula mostra la plaça de l'equip a la classificació de la Unió Ciclista Internacional a final de temporada i també la millor ciclista en la classificació individual de cada temporada.
| Rànquing UCI | Rànquing UCI     | Rànquing UCI                | Rànquing UCI |
| Any          | Rànquing d'equip | Millor ciclista al rànquing |              |
| ------------ | ---------------- | --------------------------- | ------------ |
| 2020         | 41è              | Rossella Ratto (249è)       |              |
| 2021         | 28è              | Thalita de Jong (80è)       |              |
| 2022         | 32è              | Danique Braam (97è)         |              |
| 2023         | 32è              | Danique Braam (185è)        |              |
| 2024         | -                | Danique Braam (275è)        |              |
|              |                  |                             |              |
| Font: UCI    |                  |                             |              |

La taula següent mostra el rànquing de l'equip a la UCI World Tour femení, així com la seva millor ciclista en el rànquing individual.
| UCI World Tour | UCI World Tour   | UCI World Tour              | UCI World Tour |
| Any            | Rànquing d'equip | Millor ciclista al rànquing |                |
| -------------- | ---------------- | --------------------------- | -------------- |
| 2021           | 25è              | Thalita de Jong (128è)      |                |
| 2023           | 27è              | Danique Braam (146è)        |                |
| 2024           | -                | Emily Watts (231è)          |                |
|                |                  |                             |                |
| Font: UCI      |                  |                             |                |

## Composició de l'equip
| \| Llista de l'equip 2020 \| Llista de l'equip 2020 \| Llista de l'equip 2020 \| Llista de l'equip 2020 \| \| Ciclista \| Data de naixement \| Equip previ \| \| \| ---------------------- \| ---------------------- \| --------------------------------------- \| ---------------------- \| \| Nathalie Bex \| 12 de abril de 1998 \| Rogelli-Gyproc (2019) \| \| \| Demi de Jong \| 11 de febrer de 1995 \| Lotto Soudal Ladies (2019) \| \| \| Thalita de Jong \| 6 de novembre de 1993 \| Multum Accountants (2019) \| \| \| Demmy Druyts \| 4 de octubre de 1995 \| Doltcini-Van Eyck Sport (2019) \| \| \| Kelly Druyts \| 21 de octubre de 1989 \| Doltcini-Van Eyck Sport (2019) \| \| \| Lenny Druyts \| 18 de maig de 1997 \| Doltcini-Van Eyck Sport (2019) \| \| \| Puck Moonen \| 20 de març de 1996 \| Lotto Soudal Ladies (2019) \| \| \| Rossella Ratto \| 20 de octubre de 1993 \| BTC City Ljubljana (2019) \| \| \| Febe Schokkaert \| 5 de desembre de 1999 \| Wielerclub de sprinters Malderen (2019) \| \| \| Kelly Van den Steen \| 1 de setembre de 1995 \| Lotto Soudal Ladies (2019) \| \| \| Natalie van Gogh \| 14 de setembre de 1974 \| Biehler Pro Cycling (2019) \| \| \| \| \| \| \| \| Font: UCI \| \| \| \| |                        |                                         |  |
| Llista de l'equip 2020 |                        |                                         |  |
| Ciclista | Data de naixement      | Equip previ                             |  |
| Nathalie Bex | 12 de abril de 1998    | Rogelli-Gyproc (2019)                   |  |
| Demi de Jong | 11 de febrer de 1995   | Lotto Soudal Ladies (2019)              |  |
| Thalita de Jong | 6 de novembre de 1993  | Multum Accountants (2019)               |  |
| Demmy Druyts | 4 de octubre de 1995   | Doltcini-Van Eyck Sport (2019)          |  |
| Kelly Druyts | 21 de octubre de 1989  | Doltcini-Van Eyck Sport (2019)          |  |
| Lenny Druyts | 18 de maig de 1997     | Doltcini-Van Eyck Sport (2019)          |  |
| Puck Moonen | 20 de març de 1996     | Lotto Soudal Ladies (2019)              |  |
| Rossella Ratto | 20 de octubre de 1993  | BTC City Ljubljana (2019)               |  |
| Febe Schokkaert | 5 de desembre de 1999  | Wielerclub de sprinters Malderen (2019) |  |
| Kelly Van den Steen | 1 de setembre de 1995  | Lotto Soudal Ladies (2019)              |  |
| Natalie van Gogh | 14 de setembre de 1974 | Biehler Pro Cycling (2019)              |  |
| |                        |                                         |  |
| Font: UCI |                        |                                         |  |

| \| Llista de l'equip 2021 \| Llista de l'equip 2021 \| Llista de l'equip 2021 \| Llista de l'equip 2021 \| \| Ciclista \| Data de naixement \| Equip previ \| \| \| -------------------------------------- \| ---------------------- \| --------------------------------------- \| ---------------------- \| \| Nathalie Bex \| 12 de abril de 1998 \| Rogelli-Gyproc (2019) \| \| \| Caren Commissaris \| 22 de abril de 1994 \| Waasland Security Wase Zon (2020) \| \| \| Demi de Jong \| 11 de febrer de 1995 \| Lotto Soudal Ladies (2019) \| \| \| Thalita de Jong \| 6 de novembre de 1993 \| Multum Accountants (2019) \| \| \| Demmy Druyts \| 4 de octubre de 1995 \| Doltcini-Van Eyck Sport (2019) \| \| \| Kelly Druyts \| 21 de octubre de 1989 \| Doltcini-Van Eyck Sport (2019) \| \| \| Lenny Druyts \| 18 de maig de 1997 \| Doltcini-Van Eyck Sport (2019) \| \| \| Rotem Gafinovitz (1 de juny–31 de des) \| 9 de juny de 1992 \| Canyon-SRAM Racing (2020) \| \| \| Justine Ghekiere \| 14 de maig de 1996 \| \| \| \| Claudia Jongerius \| 2 de desembre de 1998 \| Wielerclub de sprinters Malderen (2020) \| \| \| Puck Moonen (1 de gen–3 de jul) \| 20 de març de 1996 \| Lotto Soudal Ladies (2019) \| \| \| Rossella Ratto \| 20 de octubre de 1993 \| BTC City Ljubljana (2019) \| \| \| Rozanne Slik \| 21 de abril de 1991 \| Tibco-Silicon Valley Bank (2019) \| \| \| Kelly Van den Steen \| 1 de setembre de 1995 \| Lotto Soudal Ladies (2019) \| \| \| Natalie van Gogh \| 14 de setembre de 1974 \| Biehler Pro Cycling (2019) \| \| \| \| \| \| \| \| Font: ProCyclingStats \| \| \| \| |                        |                                         |  |
| Llista de l'equip 2021 |                        |                                         |  |
| Ciclista | Data de naixement      | Equip previ                             |  |
| Nathalie Bex | 12 de abril de 1998    | Rogelli-Gyproc (2019)                   |  |
| Caren Commissaris | 22 de abril de 1994    | Waasland Security Wase Zon (2020)       |  |
| Demi de Jong | 11 de febrer de 1995   | Lotto Soudal Ladies (2019)              |  |
| Thalita de Jong | 6 de novembre de 1993  | Multum Accountants (2019)               |  |
| Demmy Druyts | 4 de octubre de 1995   | Doltcini-Van Eyck Sport (2019)          |  |
| Kelly Druyts | 21 de octubre de 1989  | Doltcini-Van Eyck Sport (2019)          |  |
| Lenny Druyts | 18 de maig de 1997     | Doltcini-Van Eyck Sport (2019)          |  |
| Rotem Gafinovitz (1 de juny–31 de des) | 9 de juny de 1992      | Canyon-SRAM Racing (2020)               |  |
| Justine Ghekiere | 14 de maig de 1996     |                                         |  |
| Claudia Jongerius | 2 de desembre de 1998  | Wielerclub de sprinters Malderen (2020) |  |
| Puck Moonen (1 de gen–3 de jul) | 20 de març de 1996     | Lotto Soudal Ladies (2019)              |  |
| Rossella Ratto | 20 de octubre de 1993  | BTC City Ljubljana (2019)               |  |
| Rozanne Slik | 21 de abril de 1991    | Tibco-Silicon Valley Bank (2019)        |  |
| Kelly Van den Steen | 1 de setembre de 1995  | Lotto Soudal Ladies (2019)              |  |
| Natalie van Gogh | 14 de setembre de 1974 | Biehler Pro Cycling (2019)              |  |
| |                        |                                         |  |
| Font: ProCyclingStats |                        |                                         |  |

| \| Llista de l'equip 2022 \| Llista de l'equip 2022 \| Llista de l'equip 2022 \| Llista de l'equip 2022 \| \| Ciclista \| Data de naixement \| Equip previ \| \| \| ---------------------- \| ---------------------- \| --------------------------------------- \| ---------------------- \| \| Minke Bakker \| 11 de març de 1997 \| Doltcini-Van Eyck-Proximus (2021) \| \| \| Nathalie Bex \| 12 de abril de 1998 \| Rogelli-Gyproc (2019) \| \| \| Danique Braam \| 5 de setembre de 1995 \| Lotto Soudal Ladies (2021) \| \| \| Lotte Claes \| 5 de maig de 1993 \| Doltcini-Van Eyck-Proximus (2021) \| \| \| Caren Commissaris \| 22 de abril de 1994 \| Waasland Security Wase Zon (2020) \| \| \| Thalita de Jong \| 6 de novembre de 1993 \| Multum Accountants (2019) \| \| \| Naomi de Roeck \| 23 de octubre de 1990 \| Lviv Cycling Team (2021) \| \| \| Kelly Druyts \| 21 de octubre de 1989 \| Doltcini-Van Eyck Sport (2019) \| \| \| Lenny Druyts \| 18 de maig de 1997 \| Doltcini-Van Eyck Sport (2019) \| \| \| Julie Hendrickx \| 8 de agost de 2003 \| \| \| \| Noa Jansen \| 18 de març de 2025 \| Doltcini-Van Eyck-Proximus (2021) \| \| \| Claudia Jongerius \| 2 de desembre de 1998 \| Wielerclub de sprinters Malderen (2020) \| \| \| Olga Kulinitx \| 1 de febrer de 2000 \| Doltcini-Van Eyck-Proximus (2021) \| \| \| Lotte Popelier \| 21 de maig de 2001 \| Doltcini-Van Eyck-Proximus (2021) \| \| \| Barbara Sniezynska \| 21 de novembre de 1994 \| Doltcini-Van Eyck-Proximus (2021) \| \| \| Kelly Van den Steen \| 1 de setembre de 1995 \| Lotto Soudal Ladies (2019) \| \| \| \| \| \| \| \| Font: UCI \| \| \| \| |                        |                                         |  |
| Llista de l'equip 2022 |                        |                                         |  |
| Ciclista | Data de naixement      | Equip previ                             |  |
| Minke Bakker | 11 de març de 1997     | Doltcini-Van Eyck-Proximus (2021)       |  |
| Nathalie Bex | 12 de abril de 1998    | Rogelli-Gyproc (2019)                   |  |
| Danique Braam | 5 de setembre de 1995  | Lotto Soudal Ladies (2021)              |  |
| Lotte Claes | 5 de maig de 1993      | Doltcini-Van Eyck-Proximus (2021)       |  |
| Caren Commissaris | 22 de abril de 1994    | Waasland Security Wase Zon (2020)       |  |
| Thalita de Jong | 6 de novembre de 1993  | Multum Accountants (2019)               |  |
| Naomi de Roeck | 23 de octubre de 1990  | Lviv Cycling Team (2021)                |  |
| Kelly Druyts | 21 de octubre de 1989  | Doltcini-Van Eyck Sport (2019)          |  |
| Lenny Druyts | 18 de maig de 1997     | Doltcini-Van Eyck Sport (2019)          |  |
| Julie Hendrickx | 8 de agost de 2003     |                                         |  |
| Noa Jansen | 18 de març de 2025     | Doltcini-Van Eyck-Proximus (2021)       |  |
| Claudia Jongerius | 2 de desembre de 1998  | Wielerclub de sprinters Malderen (2020) |  |
| Olga Kulinitx | 1 de febrer de 2000    | Doltcini-Van Eyck-Proximus (2021)       |  |
| Lotte Popelier | 21 de maig de 2001     | Doltcini-Van Eyck-Proximus (2021)       |  |
| Barbara Sniezynska | 21 de novembre de 1994 | Doltcini-Van Eyck-Proximus (2021)       |  |
| Kelly Van den Steen | 1 de setembre de 1995  | Lotto Soudal Ladies (2019)              |  |
| |                        |                                         |  |
| Font: UCI |                        |                                         |  |

| \| Llista de l'equip 2023 \| Llista de l'equip 2023 \| Llista de l'equip 2023 \| Llista de l'equip 2023 \| \| Ciclista \| Data de naixement \| Equip previ \| \| \| ------------------------------------- \| ---------------------- \| ----------------------------------------------- \| ---------------------- \| \| Nathalie Bex \| 12 de abril de 1998 \| Rogelli-Gyproc (2019) \| \| \| Danique Braam \| 5 de setembre de 1995 \| Lotto Soudal Ladies (2021) \| \| \| Kelly Druyts \| 21 de octubre de 1989 \| Doltcini-Van Eyck Sport (2019) \| \| \| Malin Eriksen \| 21 de gener de 1997 \| Keukens Redant (2022) \| \| \| Tara Gins \| 2 de desembre de 1990 \| Torelli-Cayman Islands-Scimitar (2022) \| \| \| Antonia Gröndahl \| 25 de maig de 1995 \| IBCT (2022) \| \| \| Olga Kulinitx \| 1 de febrer de 2000 \| Doltcini-Van Eyck-Proximus (2021) \| \| \| Andrea Elizabeth Martínez López \| 21 de gener de 1994 \| Emotional.FR-Tornatech-GSC Blagnac VS 31 (2022) \| \| \| Lotte Popelier \| 21 de maig de 2001 \| Doltcini-Van Eyck-Proximus (2021) \| \| \| Kelly Van den Steen \| 1 de setembre de 1995 \| Lotto Soudal Ladies (2019) \| \| \| Cleo Kiekens \| 2 de setembre de 2004 \| \| \| \| Taneal Otto \| 5 de març de 1996 \| \| \| \| Lani Wittevrongel \| 12 de juliol de 2004 \| \| \| \| Minke Bakker \| 11 de març de 1997 \| Doltcini-Van Eyck-Proximus (2021) \| \| \| Jana Dobbelaere (11 de abr–31 de des) \| 3 de abril de 1996 \| Jegg-de Jonge Renner (2022) \| \| \| \| \| \| \| \| Font: UCI \| \| \| \| |                       |                                                 |  |
| Llista de l'equip 2023 |                       |                                                 |  |
| Ciclista | Data de naixement     | Equip previ                                     |  |
| Nathalie Bex | 12 de abril de 1998   | Rogelli-Gyproc (2019)                           |  |
| Danique Braam | 5 de setembre de 1995 | Lotto Soudal Ladies (2021)                      |  |
| Kelly Druyts | 21 de octubre de 1989 | Doltcini-Van Eyck Sport (2019)                  |  |
| Malin Eriksen | 21 de gener de 1997   | Keukens Redant (2022)                           |  |
| Tara Gins | 2 de desembre de 1990 | Torelli-Cayman Islands-Scimitar (2022)          |  |
| Antonia Gröndahl | 25 de maig de 1995    | IBCT (2022)                                     |  |
| Olga Kulinitx | 1 de febrer de 2000   | Doltcini-Van Eyck-Proximus (2021)               |  |
| Andrea Elizabeth Martínez López | 21 de gener de 1994   | Emotional.FR-Tornatech-GSC Blagnac VS 31 (2022) |  |
| Lotte Popelier | 21 de maig de 2001    | Doltcini-Van Eyck-Proximus (2021)               |  |
| Kelly Van den Steen | 1 de setembre de 1995 | Lotto Soudal Ladies (2019)                      |  |
| Cleo Kiekens | 2 de setembre de 2004 |                                                 |  |
| Taneal Otto | 5 de març de 1996     |                                                 |  |
| Lani Wittevrongel | 12 de juliol de 2004  |                                                 |  |
| Minke Bakker | 11 de març de 1997    | Doltcini-Van Eyck-Proximus (2021)               |  |
| Jana Dobbelaere (11 de abr–31 de des) | 3 de abril de 1996    | Jegg-de Jonge Renner (2022)                     |  |
| |                       |                                                 |  |
| Font: UCI |                       |                                                 |  |